# Gobio fushun
Gobio fushun är en fiskart som beskrevs av Xie, Li och Xie 2007. Gobio fushun ingår i släktet Gobio och familjen karpfiskar. Inga underarter finns listade i Catalogue of Life.